# Maria Nowotarska
Maria Nowotarska (ur. 2 lutego 1936 w Krakowie) – polska aktorka teatralna i filmowa.

## Życiorys
W 1957 ukończyła Państwową Wyższą Szkołę Teatralną w Krakowie. W latach 1957–1990 była aktorką Teatru im. Juliusza Słowackiego w Krakowie. W 1990 wyjechała wraz z mężem architektem Jerzym Pilitowskim na stałe do Toronto w Kanadzie. Wcześniej przebywała już tam jej córka Agata Pilitowska, również aktorka. Obie założyły Teatr Polski w Toronto (pełna nazwa Salon Poezji, Muzyki i Teatru Polsko-Kanadyjskiego Towarzystwa Muzycznego), który wystawia przedstawienia w Kanadzie i Stanach Zjednoczonych, a także w Europie i Ameryce Południowej.
Jej synem jest także aktor Piotr Pilitowski.

## Filmografia
- Podhale w ogniu (1955)
- Godziny nadziei (1955)
- Nikodem Dyzma (1956) jako hrabina Koniecpolska
- Zakochani są między nami (1964) jako Renata, żona lekarza
- Kopernik (1972) jako Graziosa Maggi
- Kopernik (1972; serial TV) jako Graziosa Maggi (w odc. 1. pt. Niebo)
- Trzecia granica (1975; serial TV) jako nauczycielka opiekująca się Władkiem Mrowcą (w odc. 4. pt. W matni)
- Con amore (1976) jako ciotka Ewy
- Kolega Pana Boga (1986)
- Zaproszenie (1986) jako Górska, matka Piotra i Jana
- Nad Niemnem (1986) jako Andrzejowa Korczyńska, matka Zygmunta
- Nad Niemnem (1986; serial TV) jako Andrzejowa Korczyńska, matka Zygmunta
- Między ustami a brzegiem pucharu (1987) jako hrabina Tekla Ostrowska, babka Wentzla
- Kolory kochania (1988) jako Katarzyna Smreczyńska, matka Orkana
- Aktorka bez granic. Polski teatr w Toronto (2018; film dokumentalny)

## Odznaczenia
- 1983 – Złoty Krzyż Zasługi[2]
- 2006 – Srebrny Medal „Zasłużony Kulturze Gloria Artis”[3]